# Le Sauze-du-Lac
Pour l’article homonyme, voir Le Sauze (station).
Le Sauze-du-Lac est une commune française située dans le département des Hautes-Alpes, en région Provence-Alpes-Côte d'Azur.

## Géographie

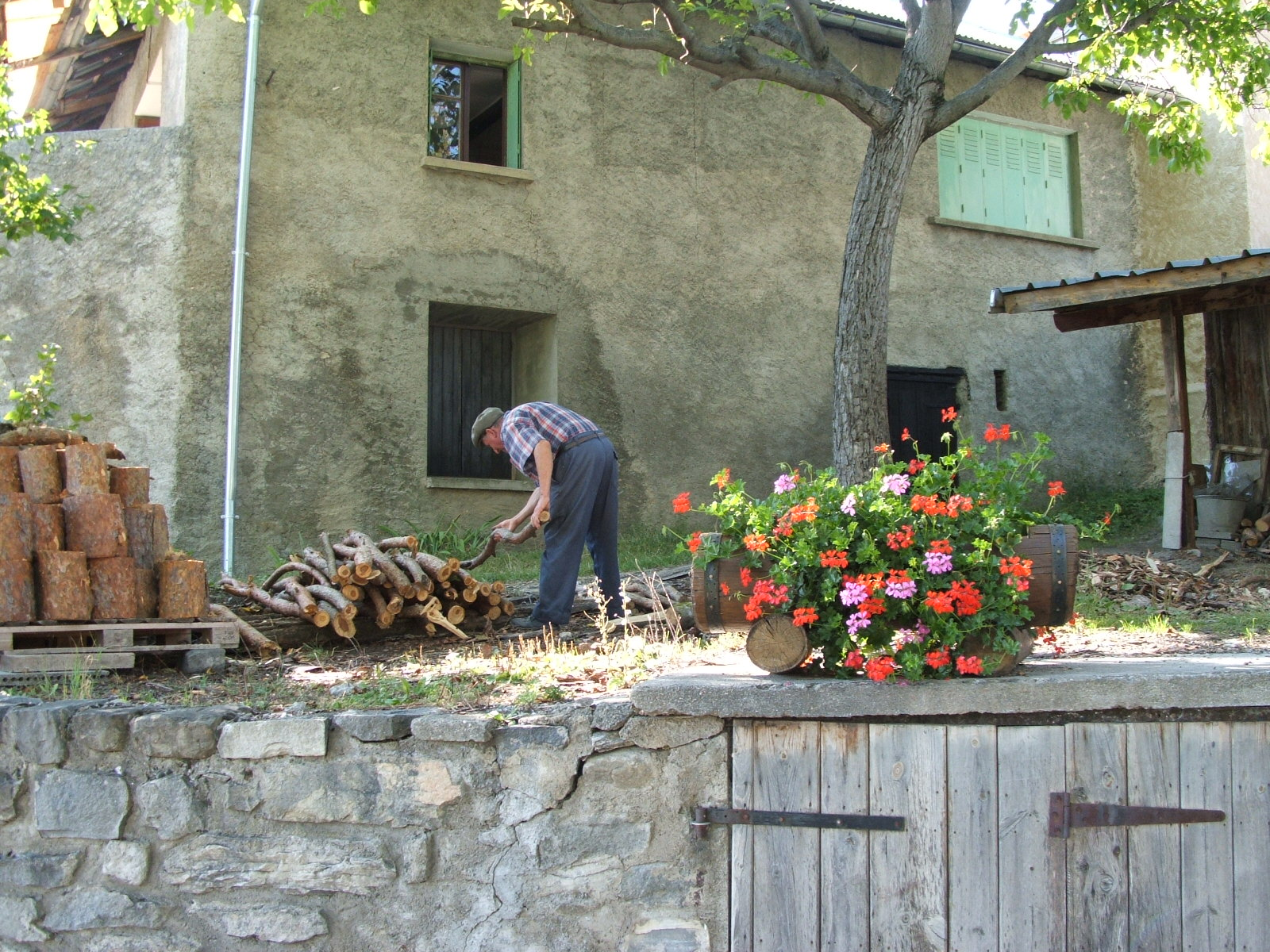
Le Sauze-du-Lac.

Situé sur les contreforts du pic de Morgon, Le Sauze domine la jonction des deux bras du lac de Serre-Ponçon, c'est-à-dire l'ancien confluent de la Durance et de l'Ubaye.
Bien que faisant partie du canton de Chorges (Savines-le-Lac avant mars 2015), Le Sauze en est séparé par la commune de Pontis située dans le département voisin des Alpes-de-Haute-Provence. Depuis la mise en eau de la retenue de Serre-Ponçon, le village du Sauze est coupé du reste du département auquel il appartient : en effet la commune n'a de limite terrestre qu'avec celles de Pontis et Le Lauzet-Ubaye, situées dans les Alpes-de-Haute-Provence.

### Communes limitrophes
Communes proches :
- Chorges
- Rousset
- Pontis
- La Bréole
- Le Lauzet-Ubaye

La limite entre les communes du Sauze et les communes de Chorges et Rousset (les seules communes limitrophes du Sauze situées dans les Hautes-Alpes) passe dans les eaux du lac de Serre-Ponçon.
|           | Chorges      | Pontis          |
| Rousset   | Sauze-du-Lac |                 |
| La Bréole |              | Le Lauzet-Ubaye |

La commune est située à 9,1 km au sud-ouest de Savines-le-Lac et à 20,6 km au sud-sud-est du chef-lieu du département Gap.

### Climat
Pour des articles plus généraux, voir Climat de Provence-Alpes-Côte d'Azur et Climat des Hautes-Alpes.
En 2010, le climat de la commune est de type climat méditerranéen altéré, selon une étude du Centre national de la recherche scientifique s'appuyant sur une série de données couvrant la période 1971-2000. En 2020, Météo-France publie une typologie des climats de la France métropolitaine dans laquelle la commune est exposée à un climat de montagne ou de marges de montagne et est dans la région climatique Alpes du sud, caractérisée par une pluviométrie annuelle de 850 à 1 000 mm, minimale en été.
Pour la période 1971-2000, la température annuelle moyenne est de 9,5 °C, avec une amplitude thermique annuelle de 17 °C. Le cumul annuel moyen de précipitations est de 905 mm, avec 7,3 jours de précipitations en janvier et 5,7 jours en juillet. Pour la période 1991-2020, la température moyenne annuelle observée sur la station météorologique de Météo-France la plus proche, « Montclar_sapc », sur la commune de Montclar à 9 km à vol d'oiseau, est de 9,3 °C et le cumul annuel moyen de précipitations est de 889,7 mm. 
La température maximale relevée sur cette station est de 36 °C, atteinte le 23 août 2023 ; la température minimale est de −19,2 °C, atteinte le 5 février 2012,,.
Les paramètres climatiques de la commune ont été estimés pour le milieu du siècle (2041-2070) selon différents scénarios d'émission de gaz à effet de serre à partir des nouvelles projections climatiques de référence DRIAS-2020. Ils sont consultables sur un site dédié publié par Météo-France en novembre 2022.

## Urbanisme

### Typologie
Au 1er janvier 2024, Le Sauze-du-Lac est catégorisée commune rurale à habitat dispersé, selon la nouvelle grille communale de densité à 7 niveaux définie par l'Insee en 2022.
Elle est située hors unité urbaine. Par ailleurs la commune fait partie de l'aire d'attraction d'Embrun, dont elle est une commune de la couronne,. Cette aire, qui regroupe 12 communes, est catégorisée dans les aires de moins de 50 000 habitants,.
La commune, bordée par un plan d’eau intérieur d’une superficie supérieure à 1 000 hectares, le lac de Serre-Ponçon, est également une commune littorale au sens de la loi du 3 janvier 1986, dite loi littoral. Des dispositions spécifiques d’urbanisme s’y appliquent dès lors afin de préserver les espaces naturels, les sites, les paysages et l’équilibre écologique du littoral, tel le principe d'inconstructibilité, en dehors des espaces urbanisés, sur la bande littorale des 100 mètres, ou plus si le plan local d’urbanisme le prévoit.

### Occupation des sols
L'occupation des sols de la commune, telle qu'elle ressort de la base de données européenne d’occupation biophysique des sols Corine Land Cover (CLC), est marquée par l'importance des forêts et milieux semi-naturels (44,6 % en 2018), en diminution par rapport à 1990 (48,8 %). La répartition détaillée en 2018 est la suivante : 
eaux continentales (32,6 %), forêts (31,7 %), zones agricoles hétérogènes (11,3 %), espaces ouverts, sans ou avec peu de végétation (10,4 %), prairies (6,8 %), terres arables (4,7 %), milieux à végétation arbustive et/ou herbacée (2,6 %).
L'évolution de l’occupation des sols de la commune et de ses infrastructures peut être observée sur les différentes représentations cartographiques du territoire : la carte de Cassini (XVIIIe siècle), la carte d'état-major (1820-1866) et les cartes ou photos aériennes de l'IGN pour la période actuelle (1950 à aujourd'hui).

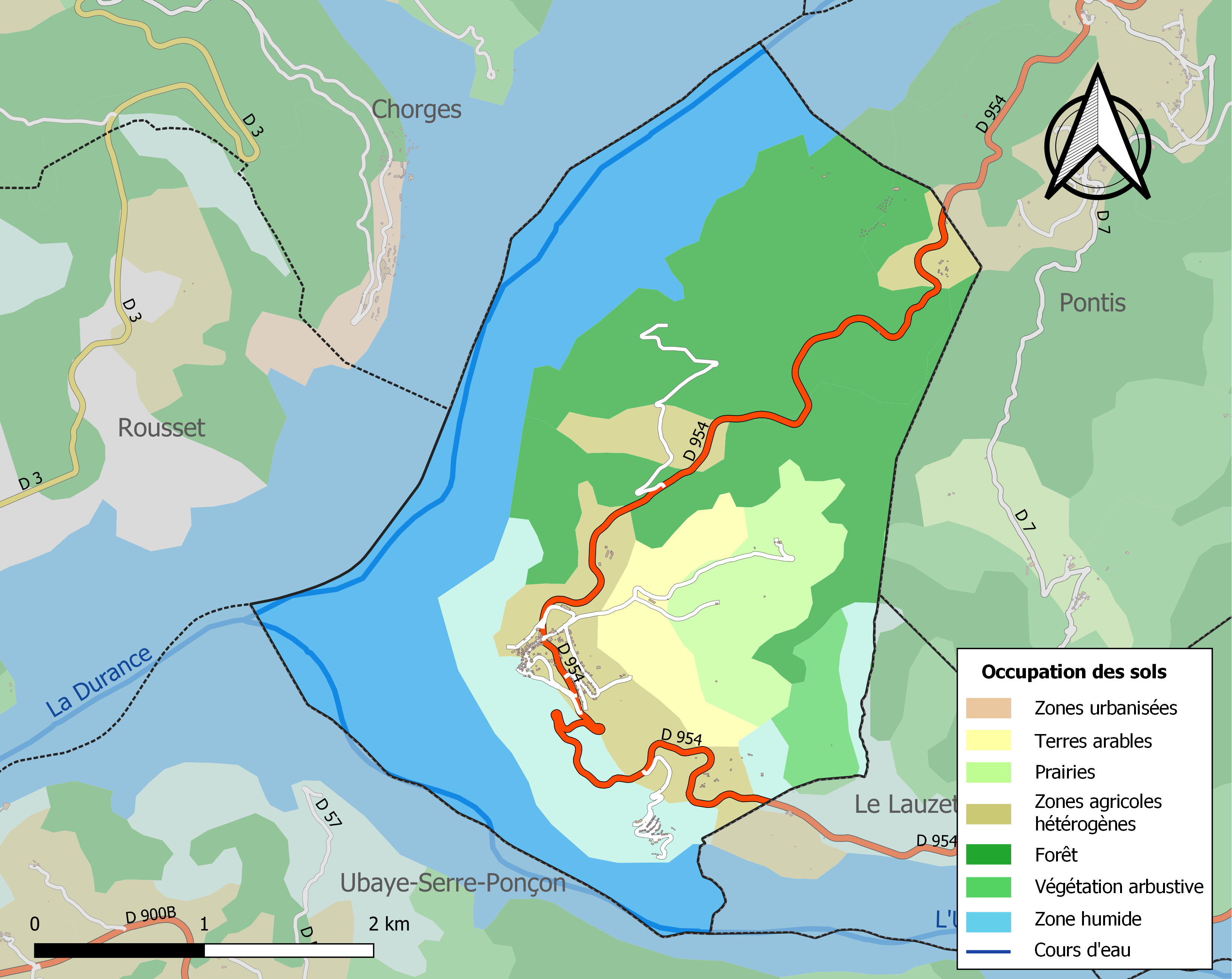
Carte de l'occupation des sols de la commune en 2018 (CLC).

## Toponymie
Le nom de la localité est attesté sous la forme latine Villa de Salcetis en 1155, sous la forme Salix en 1238 dans le cartulaire de l'abbaye de Saint-Victor de Marseille.
Lo Sauze en occitan.
Le nom de la commune dérive du latin salix, saule.
La commune est devenue Le Sauze-du-Lac après la mise en eau du lac de Serre-Ponçon.

## Politique et administration

### Liste des maires
| Période                                  | Période      | Identité         | Étiquette | Qualité                                         |
| ---------------------------------------- | ------------ | ---------------- | --------- | ----------------------------------------------- |
| Les données manquantes sont à compléter. |              |                  |           |                                                 |
| 2001                                     | 2006         | Gilbert Lefebvre | DVD       |                                                 |
| décembre 2006                            | janvier 2009 | Gérard Astier,   |           |                                                 |
| février 2009                             | mai 2020     | Valérie Grenard  |           | Fonctionnaire de catégorie C                    |
| mai 2020                                 | En cours     | Bernard Raizer,  |           | Ancien artisan, commerçant ou chef d'entreprise |

### Intercommunalité
Le Sauze-du-Lac a fait partie jusqu'en 2016 de la communauté de communes du Savinois-Serre-Ponçon, puis depuis le 1er janvier 2017, de la communauté de communes de Serre-Ponçon.

## Démographie
L'évolution du nombre d'habitants est connue à travers les recensements de la population effectués dans la commune depuis 1793. Pour les communes de moins de 10 000 habitants, une enquête de recensement portant sur toute la population est réalisée tous les cinq ans, les populations de référence des années intermédiaires étant quant à elles estimées par interpolation ou extrapolation. Pour la commune, le premier recensement exhaustif entrant dans le cadre du nouveau dispositif a été réalisé en 2006.

En 2022, la commune comptait 158 habitants, en évolution de +7,48 % par rapport à 2016 (Hautes-Alpes : +0,4 %, France hors Mayotte : +2,11 %).
| 1793 | 1800 | 1806 | 1821 | 1831 | 1836 | 1841 | 1846 | 1851 |
| ---- | ---- | ---- | ---- | ---- | ---- | ---- | ---- | ---- |
| 287  | 249  | 303  | 254  | 280  | 331  | 325  | 333  | 319  |

| 1856 | 1861 | 1866 | 1872 | 1876 | 1881 | 1886 | 1891 | 1896 |
| ---- | ---- | ---- | ---- | ---- | ---- | ---- | ---- | ---- |
| 283  | 301  | 300  | 314  | 322  | 310  | 268  | 229  | 231  |

| 1901 | 1906 | 1911 | 1921 | 1926 | 1931 | 1936 | 1946 | 1954 |
| ---- | ---- | ---- | ---- | ---- | ---- | ---- | ---- | ---- |
| 218  | 215  | 182  | 148  | 175  | 215  | 185  | 151  | 128  |

| 1962 | 1968 | 1975 | 1982 | 1990 | 1999 | 2006 | 2011 | 2016 |
| ---- | ---- | ---- | ---- | ---- | ---- | ---- | ---- | ---- |
| 74   | 72   | 68   | 55   | 72   | 87   | 121  | 139  | 147  |

| 2021 | 2022 | - | - | - | - | - | - | - |
| ---- | ---- | - | - | - | - | - | - | - |
| 153  | 158  | - | - | - | - | - | - | - |

## Culture locale et patrimoine

### Lieux et monuments
- Au village, belvédère sur la retenue et le barrage de Serre-Ponçon.
- Sur la route de Savines, les « Demoiselles coiffées », curiosité géologique.
- Au pied du village, le port Saint-Pierre, base de loisirs aquatiques.
- Sur la route de l'Ubaye, un parc animalier.
- Église Notre-Dame de la Colle du Sauze-du-Lac.
- Chapelle Saint-Martin du Sauze-du-Lac.

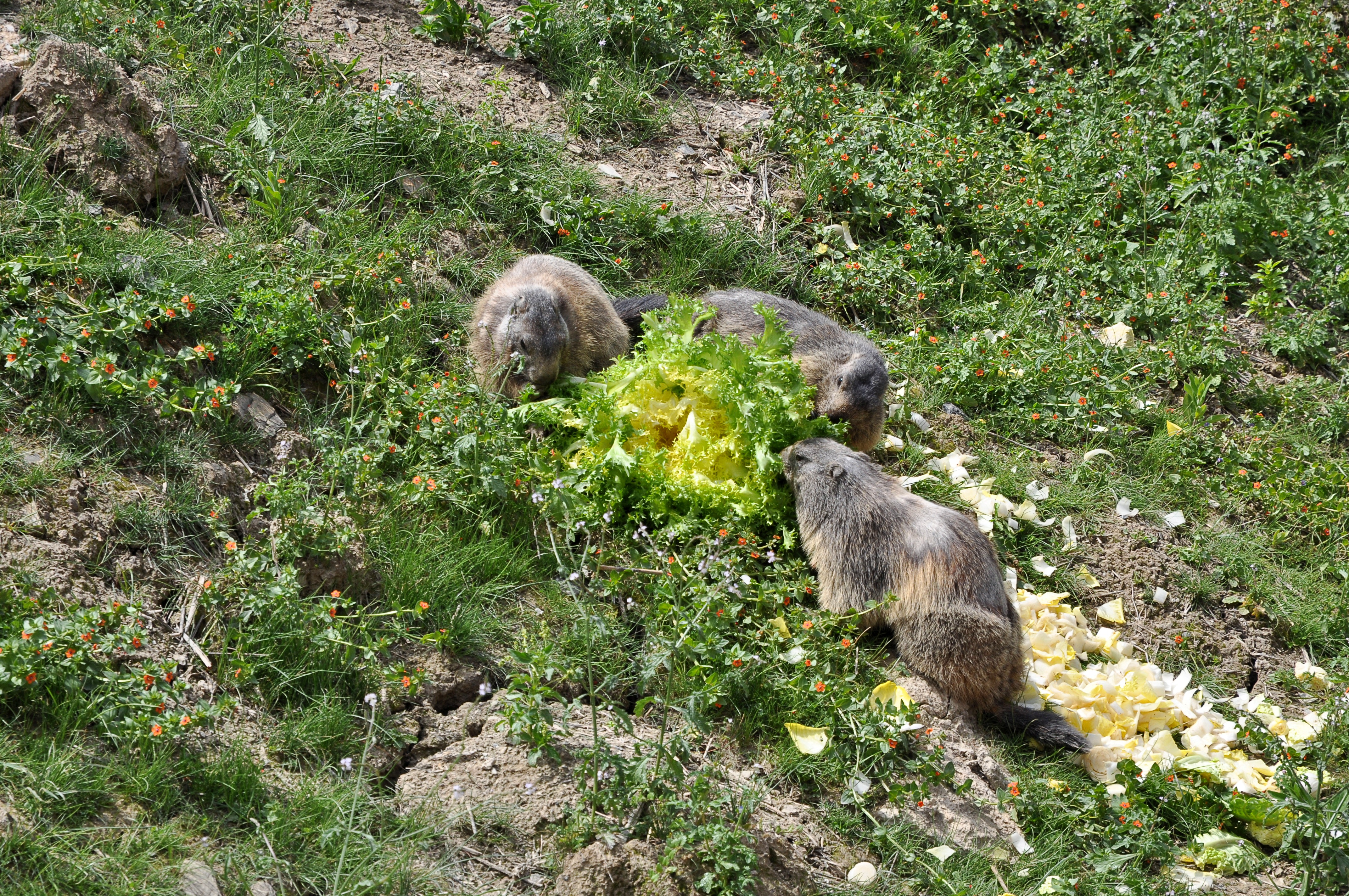
Marmottes du Parc animalier de Le Sauze-du-Lac.
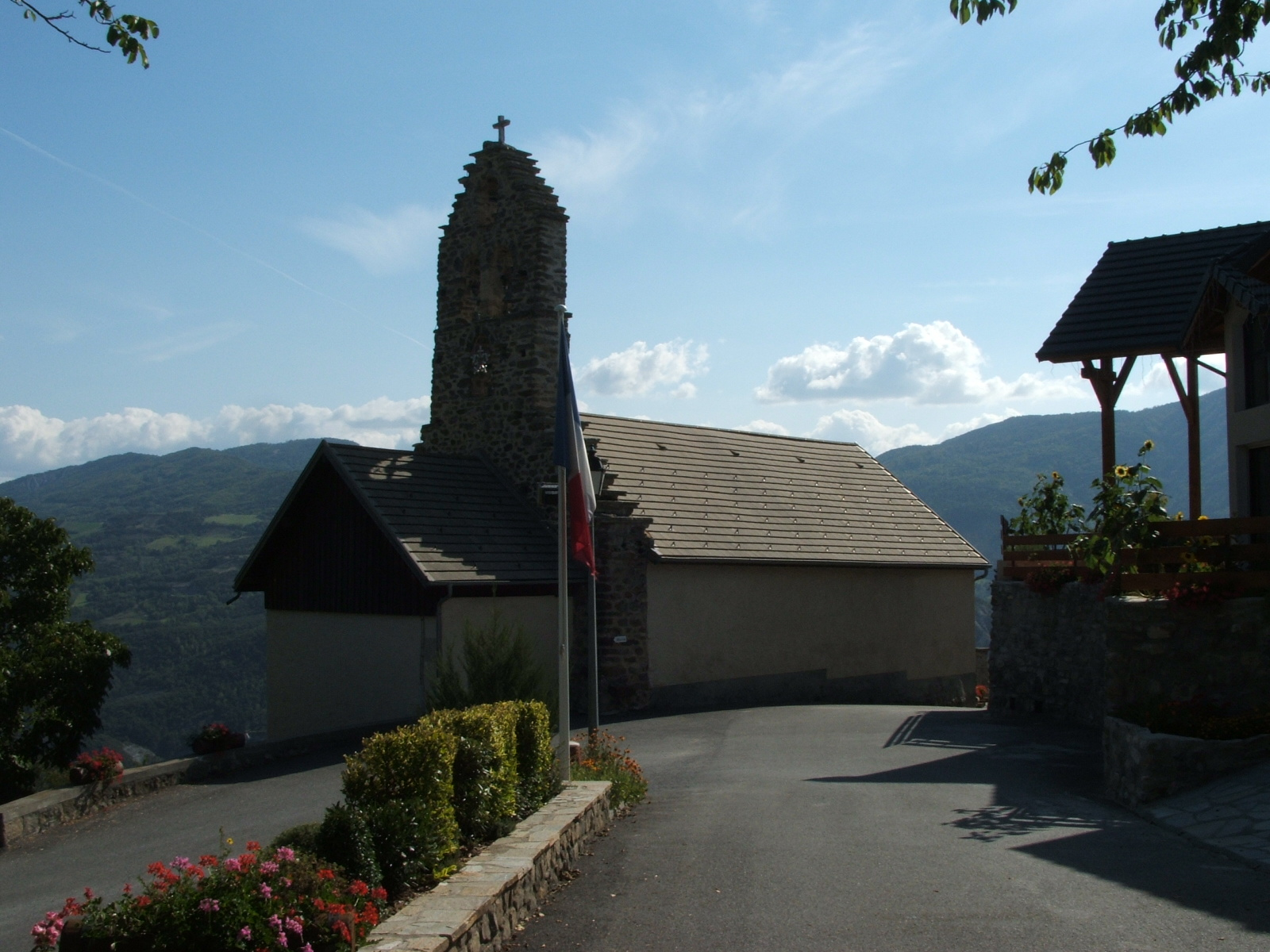
L'église du Sauze.
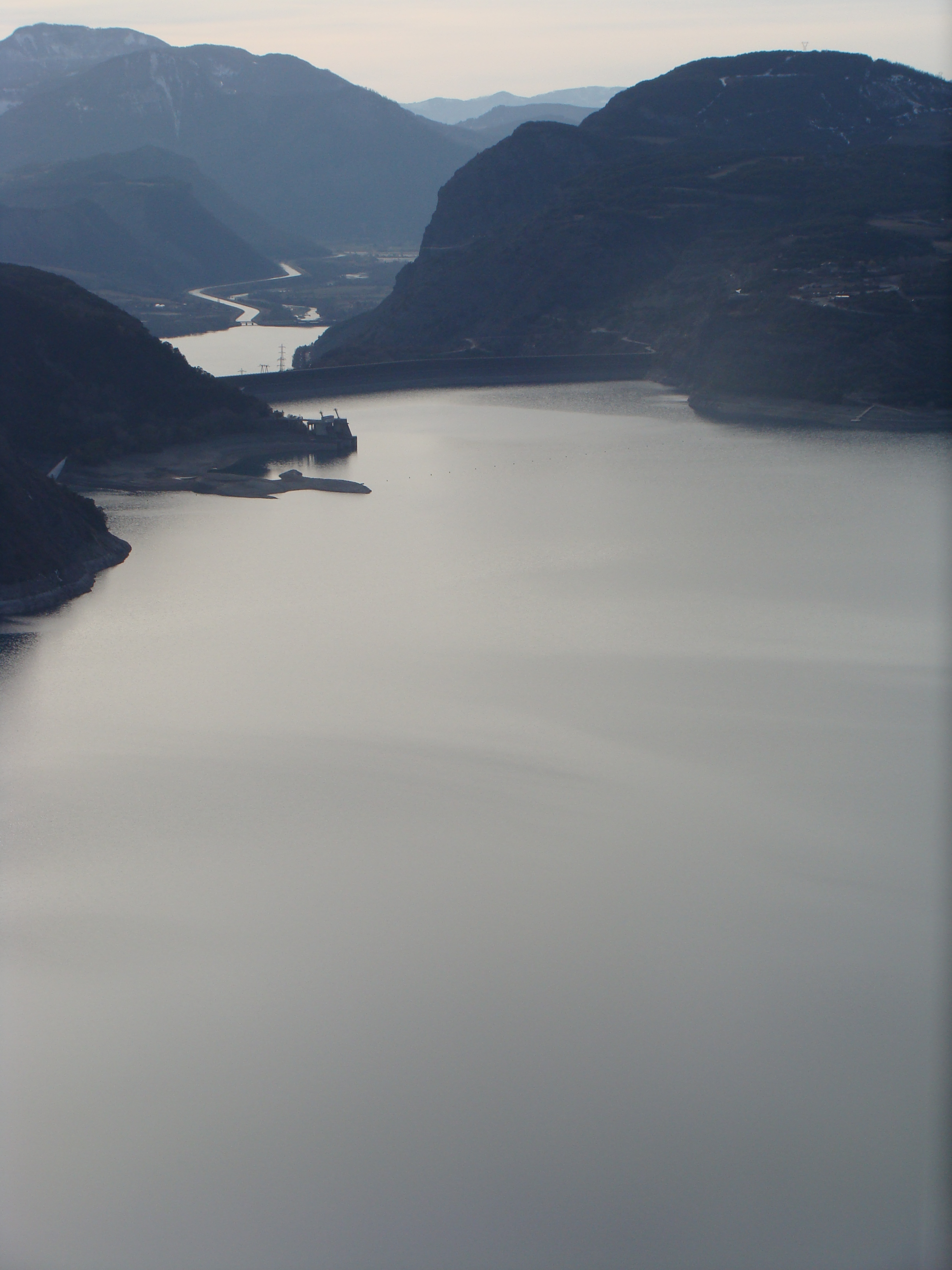
Le lac et le barrage de Serre-Ponçon vus du Sauze.
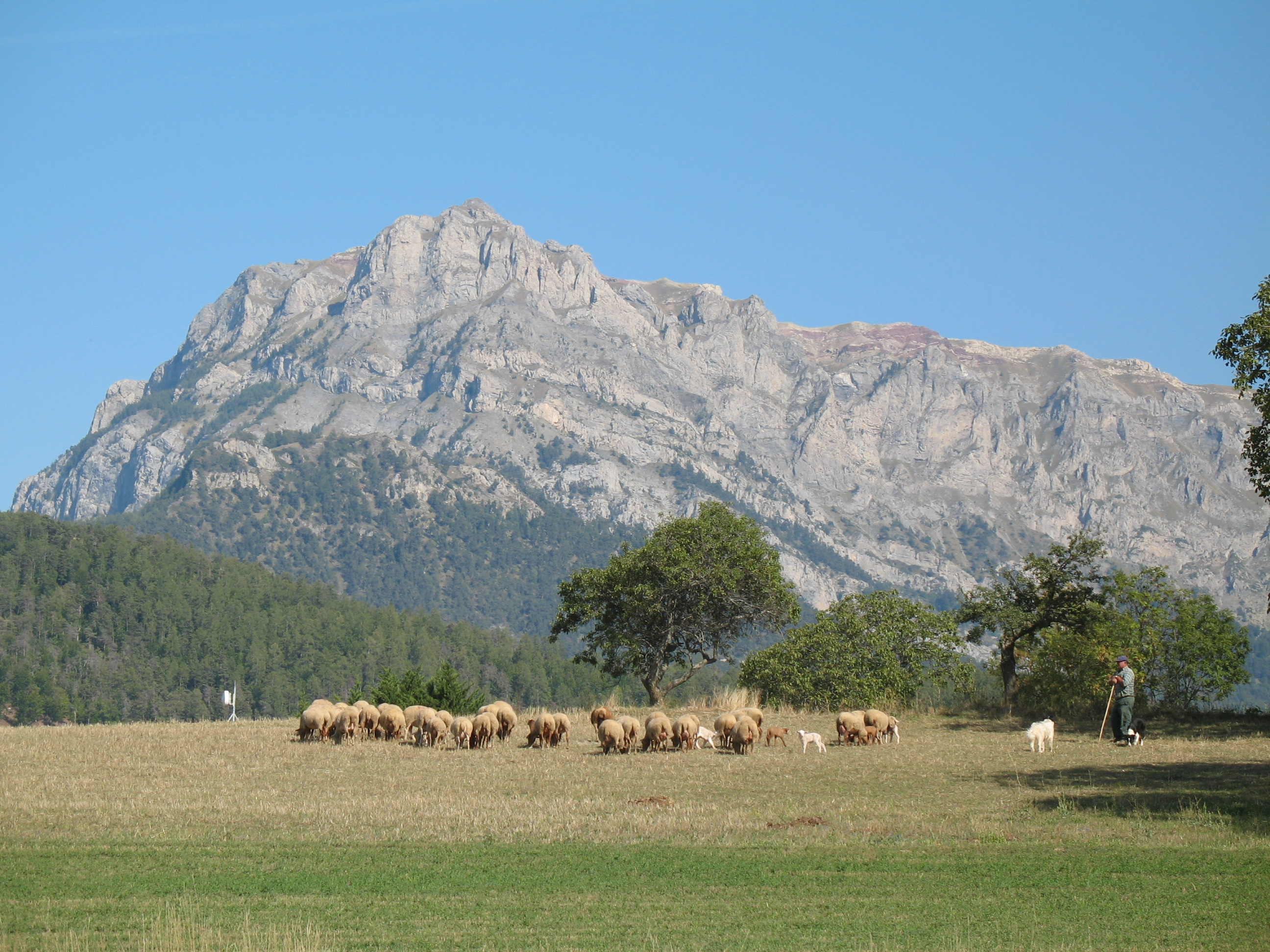
Le Grand Morgon vu depuis le Sauze.
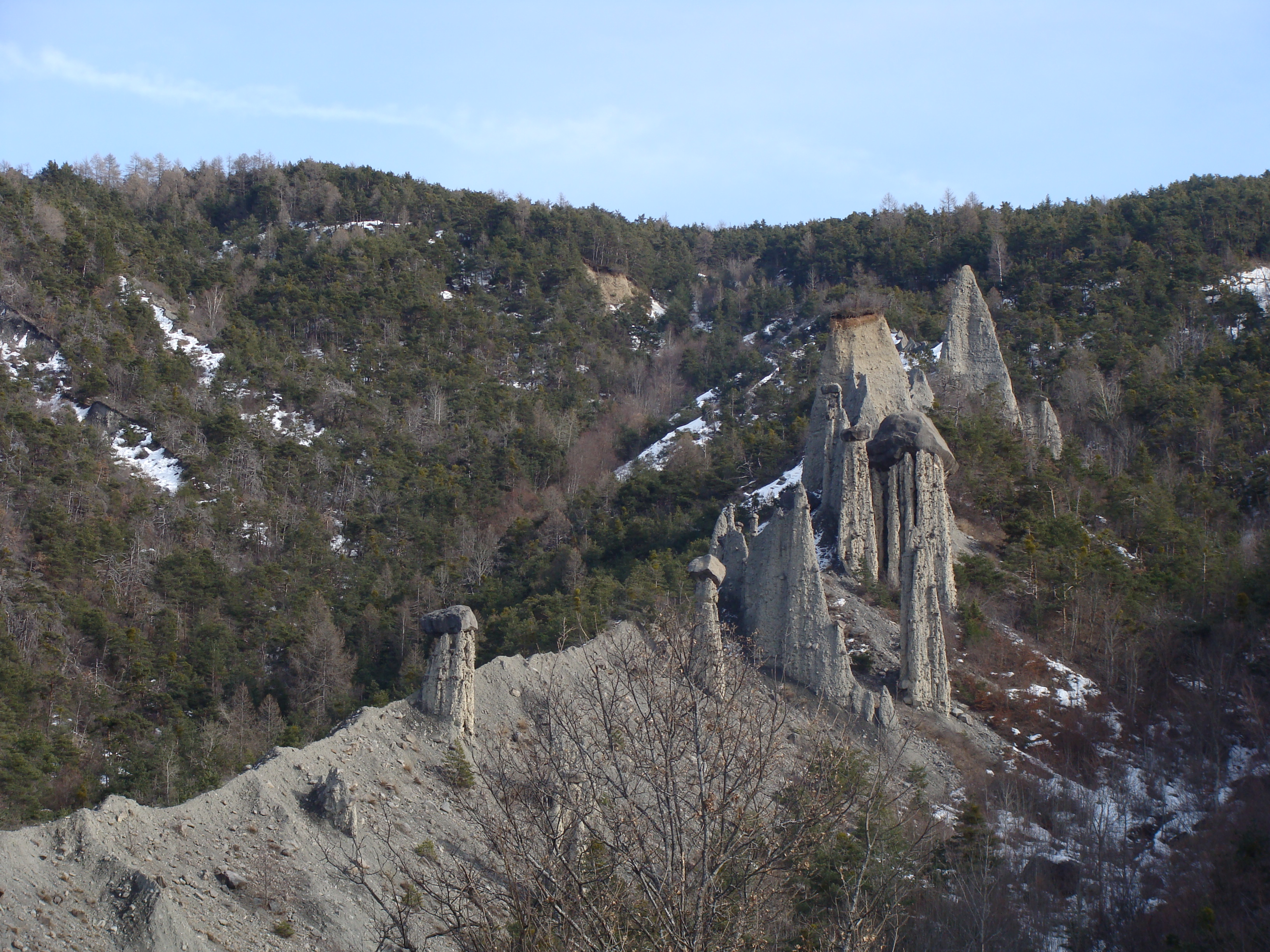
Les « Demoiselles coiffées ».